# Остров Феклистова
Остров Феклистова (Феклистов) — второй по величине остров Шантарского архипелага. Расположен западнее Большого Шантара и отделён от него Северным проливом. Площадь острова составляет 372 км². Протяжённость острова — около 40 км, наивысшая точка — 485 м (г. Поворотная). Большая часть острова покрыта тайгой. В северной части острова находится озеро Лисье, в которое впадает одноимённая река. В южный берег острова вдаётся Губа Лебяжья с бухтами Россета, Соболева и рейдом Энегельма.. Менстобитание медведей, волков, лисиц и белок. 
Находящаяся на острове река Климовского [Лебяжья] была описана в 1830 году П. Т. Козьминым и им же названа по фамилии морехода РАК Андрея Климовского, участвовавшего в 1829—1831 гг. в исследовании Шантарских островов.
В 1829—30 г. здесь в губе Лебяжьей зимовала шхуна «Акция».
На острове обнаружено россыпепроявление платиноидов.

## Остров Сухотина

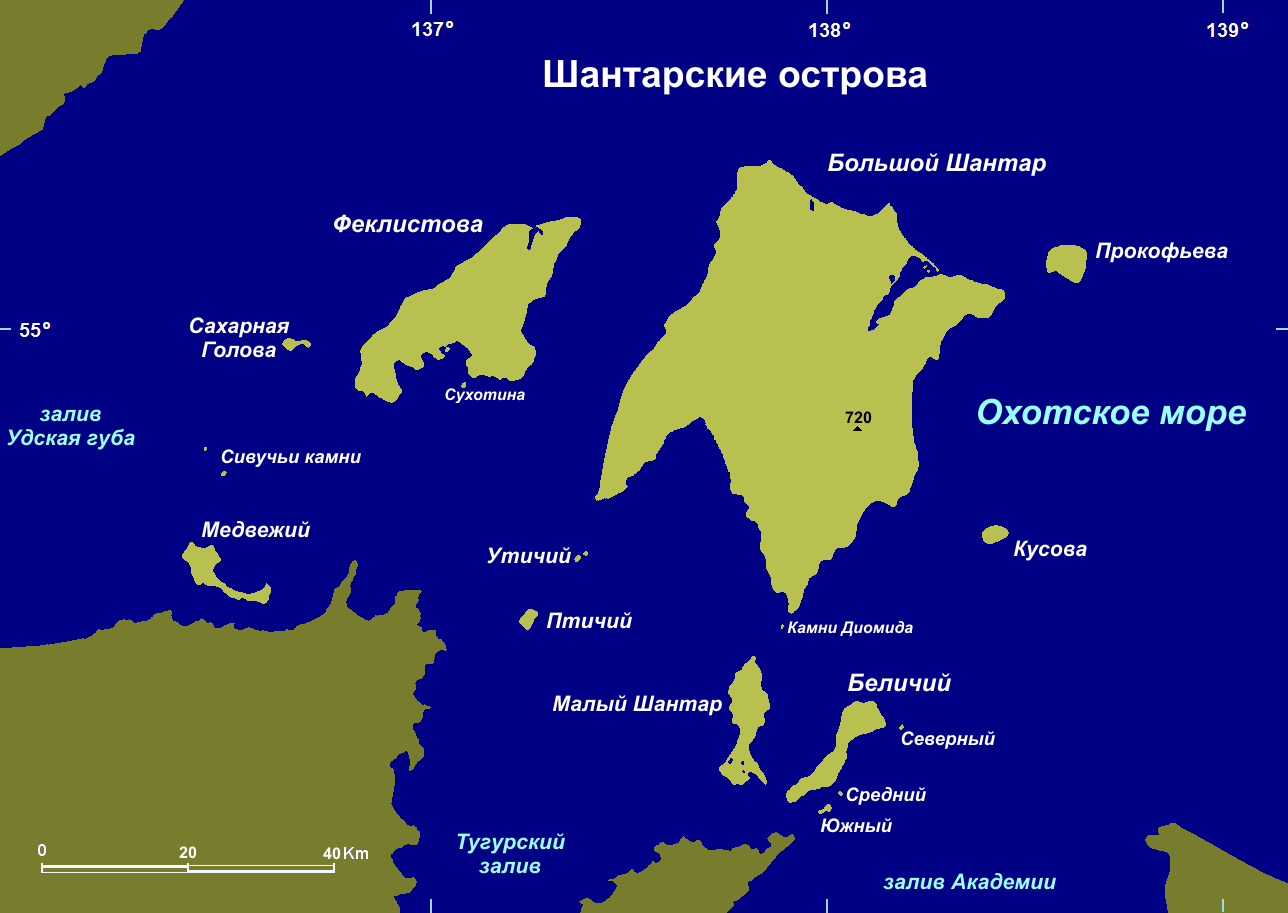

Остров Сухотина расположен при входе в губу Лебяжью на расстоянии около 800 м от острова Феклистова и отделён от него проливом Узким. Остров Сухотина описан в 1885 году в ходе гидрологической экспедиции клипера «Абрек» и по некоторым данным назван в честь И. В. Сухотина.
Острова Феклистова и Сухотина входят в национальный парк «Шантарские острова».

## Топографические карты
- Лист карты N-53-XI о. Феклистова. Масштаб: 1 : 200 000. Состояние местности на 1979 год. Издание 1989 г.
- Лист карты N-53-XII о. Большой Шантар. Масштаб: 1 : 200 000. Состояние местности на 1966 год. Издание 1989 г.